# Колумбия (Южная Каролина)
Колу́мбия (англ. Columbia) — столица и второй по количеству жителей город американского штата Южная Каролина; административный центр округа Ричленд. 1 июля 2013 года население города составляло 133 358 человек (Бюро переписи населения США, июль 2014 год). В городе расположены Капитолий штата и Университет Южной Каролины.

## История

### От основания города до Гражданской войны в США
Ещё до принятия Генеральной Ассамблеей Южной Каролины в 1786 году решения о строительстве нового города в качестве столицы, район Колумбии играл важную роль в колонизации и развитии внутренних районов штата. Конгарис, пограничный форт на западном берегу реки Конгари, был конечной точкой навигации в бассейне реки Санти. В 1754 году колониальным правительством был запущен паром, облегчивший сообщение форта с растущими поселениями на востоке.
Сенатор штата Джон Льюис Джервис внёс на рассмотрение Ассамблеи законопроект о строительстве новой столицы, который был одобрен 22 марта 1786 года. Предлагалось два варианта названия города — Вашингтон и Колумбия, но по итогам голосования за нынешнее названия высказались 11 сенаторов (включая Джервиса, который его и предложил), а за Вашингтон — 7.
Место закладки новой столицы было выбрано в 1786 году в центре штата. Ассамблея впервые собралась там в 1790 году. Пробыв под прямым управлением Ассамблеи первые два десятилетия своего существования, Колумбия получила местное самоуправление 1805 году, а затем, в 1854 году, и статус города. Колумбия получила большой стимул к развитию когда она была связана прямым водным путём с Чарлстоном через 35-километровый канал Санти. Работы по сооружению начались в 1786 году и завершились в 1800 году, что делает его одним из первых каналов в Соединённых Штатах. С увеличением пропускной способности железной дороги, канал прекратил работу в 1850 году.
Комиссия по строительству города разделила город (3 км² вдоль реки) на 400 кварталов. Кварталы были разделены на участки площадью 0,5 акра и проданы спекулянтам и будущим жителям. Покупатели должны были построить дом по крайней мере 30 футов (9,1 м) в длину и 18 футов (5,5 м) в ширину в течение трёх лет под угрозой ежегодного 5 % штрафа. Улицы по периметру города и две сквозных улицы были сделаны 150 футов (46 м) в ширину. Остальные улицы — 100 футов (30 м) в ширину. Столь значительная (особенно по тем временам) ширина улиц была определена верой в то, что опасные и надоедливые комары не могут летать более чем на 60 футов (18 м) без того, чтобы умереть от голода по дороге. Теория не подтвердилась, но зато горожане по-прежнему пользуются великолепной сетью широких улиц.
Будучи одним из первых планово организованных городов в США, Колумбия быстро росла, и к началу XIX века население приблизилось к 1000 человек.
Город продолжал расти быстрыми темпами, и на протяжении 1850-х годах Колумбия стала крупнейшим внутренним городом в Южной Каролине. Железнодорожный транспорт послужил одной из основных причин роста населения города в течение этого времени. Железнодорожные линии, достигшие города в 1840 году, в основном перевозили тюки хлопка, а не пассажиров. Хлопок был источником жизненной силы Колумбии, в предвоенный период практически вся экономическая деятельность города была связана с хлопком. Важную роль играл труд рабов, в 1860 году в Колумбии их насчитывалось около 3 300.

### Гражданская война и оккупация
Тем временем отношения между Севером и Югом накалялись, и 17 декабря 1860 года в здании Первой баптистской церкви состоялся съезд делегатов из всех городов Южной Каролины для обсуждения сецессии. Все 159 делегатов высказались за выход из состава Союза. Расположение Колумбии сделало его идеальным местом для других совещаний и встреч в рамках Конфедерации. Во время гражданской войны банкиры, руководители железных дорог, преподаватели и богословы часто встречались в городе, чтобы обсудить важные вопросы.
3 февраля 1865 года, в последние месяцы гражданской войны, войска северян (свыше 5 000 человек) под командованием генерала Шермана разбили оставшиеся без боеприпасов остатки отряда южан под командованием Лафайета Маклоуза (около 1 000 человек) в Битве у речного моста. Лишившись армейского прикрытия, руководители Колумбии приняли решение сдать город наступавшим солдатам Шермана, надеясь избежать ужасов, выпавших на долю жителей Джорджии во время шерманновского «Марша к морю». Впрочем, их надеждам не суждено было сбыться. Сам Шерман впоследствии говорил, что он приказал сжечь «только» склады хлопка, железнодорожные депо, арсенал, телеграф и магазины в целях наказания горожан за их поддержку Конфедерации. На самом деле его солдаты, разграбив предварительно винные магазины, вместе с присоединившимися к ним рабами насиловали женщин, грабили и сжигали дома и даже спиливали деревья. Город был разрушен практически полностью.
Во время оккупации Колумбия оказалась в центре пристального внимания общественности. Репортеры, журналисты, путешественники и туристы стекались в столицу Южной Каролины, чтобы увидеть законодательное собрание южного штата, в которое входят бывшие рабы. Город также постепенно отстраивался после разрушительного пожара 1865 года, восстановление зданий и железной дороги давало рабочие места жителям, большинство из которых осталось без средств к существованию в результате войны.
Политическая жизнь, как и по всему Югу, носила бурный характер и быстро приняла форму борьбы белых и негров. Несмотря на поддержку последних федеральными властями, они были чуть больше чем за десятилетие вытеснены из органов власти, после чего вплоть до конца 1960-х в городе утвердилась практика сегрегации.

### XX век и наши дни
В первые годы XX века Колумбия превратилась в региональный центр текстильной промышленности. В 1907 году в городе было шесть текстильных заводов. Вместе они давали рабочие места более чем 3 400 работников с годовым фондом заработной платы в размере 819 000 долларов, производя товаров более чем на 4,8 миллиона долларов ежегодно. Колумбия не имела мощёных улиц до 1908 года, когда 17 кварталов вдоль Мэйн-стрит были вымощены камнем. В связи с дороговизной камня, остальные улицы были покрыты досками, но это решение оказалось неудачным. Доски и булыжники были заменены на асфальт в 1925 году.
Военная база Форт-Джексон (во время гражданской войны бывшая лагерем военнопленных) во время Второй мировой войны стала местом подготовки группы Джима Дулиттла перед его знаменитым рейдом на Токио.
1940-х годов было положено начало тенденции к сокращению применения законов Джима Кроу и расовой сегрегации в Колумбии. В 1945 году федеральный судья постановил, что черные учителя города имеют право на равную оплату труда с их белыми коллегами. Однако, в последующие годы, правительство штата, реагируя на запросы белых избирателей, пыталось затруднить афроамериканцам обучение в одних заведениях с белыми. Тем не менее, под давлением федерального правительства практика сегрегации постепенно уходила из повседневной жизни. Колумбия дважды, в 1951 и в 1964 годах отмечалась журналом Newsweek как город, который «освободил себя от чумы апартеида». Помимо положительной моральной стороны процесса десегрегации, он так же принёс с собой резкий рост преступности и антисанитарии, запустение городского центра и превращение его в чёрное гетто, массовый исход белых жителей в пригороды.
В 1990-х и начале 2000-х годов начались работы по восстановлению центра города. Конгари-Виста, территория вдоль Джервис-стрит, когда-то известная как район складов, стала процветающим районом художественных галерей, магазинов и ресторанов. Было восстановлено множество заброшенных зданий в центре города, открыты театры, концертные залы и престижные рестораны, оборудованы места для массового отдыха.

## География и климат

### Географические сведения
Как и многие города Виргинии, Северной и Южной Каролин и Джорджии, основанные в XVIII веке, Колумбия находится на стыке плато Пидмонт и Приатлантической низменности. Этот район известен как «линия падения», поскольку там находится множество водопадов на ручьях и реках, стекающих с плато. В те годы основным видом транспорта был речной, и «линия падения» была верхней точкой навигации по рекам (так, Колумбия находится в верхней точке навигации по реке Санти).
Официально площадь города весьма велика (свыше 340 км²), но 2/3 из них приходится на территорию военной базы Форт-Джексон. Реально городские земли составляют около 130 км².

### Климат
Колумбия находится в зоне субтропического океанического климата, с мягкой зимой (снег выпадает раз в несколько лет), тёплыми весной и осенью, длинным, влажным и жарким летом.
| Показатель                    | Янв.  | Фев.  | Март  | Апр. | Май  | Июнь | Июль | Авг. | Сен. | Окт. | Нояб. | Дек.  | Год   |
| ----------------------------- | ----- | ----- | ----- | ---- | ---- | ---- | ---- | ---- | ---- | ---- | ----- | ----- | ----- |
| Абсолютный максимум, °C       | 28,9  | 28,9  | 33,9  | 35,6 | 38,9 | 41,7 | 41,7 | 41,7 | 41,1 | 38,3 | 32,2  | 28,3  | 41,7  |
| Средний суточный максимум, °C | 13,3  | 15,7  | 20,1  | 24,6 | 28,8 | 32,2 | 33,7 | 32,6 | 29,6 | 24,5 | 19,6  | 14,6  | 24,1  |
| Средняя температура, °C       | 7,1   | 9,2   | 13,1  | 17,4 | 22,1 | 26,2 | 27,9 | 27,1 | 23,7 | 17,8 | 12,7  | 8,2   | 17,7  |
| Средний суточный минимум, °C  | 0,9   | 2,7   | 6,1   | 10,2 | 15,3 | 20,1 | 22,0 | 21,7 | 17,9 | 11,2 | 5,7   | 1,8   | 11,3  |
| Абсолютный минимум, °C        | −18,3 | −18,9 | −15,6 | −3,3 | 1,1  | 6,7  | 12,2 | 11,7 | 4,4  | −5   | −11,1 | −15,6 | −18,9 |
| Норма осадков, мм             | 91    | 92    | 95    | 67   | 75   | 119  | 139  | 134  | 90   | 81   | 70    | 82    | 1135  |
| Источник: Погода и климат     |       |       |       |      |      |      |      |      |      |      |       |       |       |

## Население
На 2011 год в городе проживало 130 591 человек, имелось 52 471 домохозяйство и 22 638 семей.
Расовый состав населения:
- белые — 51,3 %
- афроамериканцы — 42,2 %
- латиноамериканцы (всех рас) — 4,3 %
- азиаты — 2,2 %

Среднегодовой доход на душу населения — 18 853 доллара США. Средний возраст горожан — 29 лет (один из самых «молодых» городов среди столиц штатов). Уровень преступности выше среднеамериканского, как и в большинстве городов Чёрного пояса, но большая часть преступлений совершается в гетто.
Колумбия находится в т. н. Библейском поясе США, население которого отличается религиозностью. Большая часть верующих (3/4) является протестантами (преимущественно Южной баптистской конвенции), остальные — католиками. В городе также имеются пять мечетей, три синагоги, одна православная церковь и один индуистский храм.

## Экономика
Колумбия, являясь не только политическим, но и экономическим центром Южной Каролины, имеет современную диверсифицированную экономику, с основными работодателями в секторе государственного управления, системах здравоохранения и образования. Штаб-квартира энергетической компании SCANA, входящей в список Fortune 1000, расположена в пригороде Колумбии Кейси. Ещё одним крупным работодателем является военная база Форт-Джексон — крупнейший в США центр подготовки новобранцев для сухопутных войск.
В городе развита электронная промышленность, производство лекарств, разработка программного обеспечения. В окрестностях Колумбии работают крупные заводы компаний Michelin, Westinghouse и Honeywell. Множество банков и страховых компаний, в том числе штаб-квартира Первого гражданского банка Южной Каролины (First Citizens Bank of South Carolina), крупнейшего в штате. Имеется несколько крупных юридических фирм, в том числе широко известная на общенациональном уровне Nelson Mullins Riley & Scarborough.

## Транспорт
Аэропорт Колумбии (Columbia Metropolitan Airport (IATA:CAE; ICAO:KCAE)) находится в 8 километрах к юго-западу от центра города и обслуживает около 1 миллиона пассажиров в год. Выполняются рейсы в Нью-Йорк, Атланту, Вашингтон, Чикаго, Даллас, Хьюстон, Шарлотт, Филадельфию и Детройт. В аэропорту также расположен крупный сортировочный центр службы доставки UPS, обслуживающий юго-восток США.
В городе имеется железнодорожная станция компании Amtrak, на которой ежедневно останавливается поезд Серебряная звезда (Silver Star), следующий по маршруту Нью-Йорк — Майами через Ричмонд, Вашингтон, Балтимор, Филадельфию, Роли, Саванну, Джексонвилл, Орландо и Тампу.
Через Колумбию проходят три межштатных шоссе: I-20, I-26 и I-77, а также скоростные дороги US 1, US 21, US 76, US 176, US 321 и US 378. Автобусная компания Greyhound предлагает десятки междугородных маршрутов.
Общественный транспорт города и окрестностей находится под управлением организации Central Midlands Regional Transit Authority, существует 30 автобусных маршрутов (часть из которых выполняется только в определённые дни недели).

## Города-побратимы
- Кайзерслаутерн, Рейнланд-Пфальц, Германия
- Клуж-Напока, Румыния
- Пловдив, Болгария
- Челябинск, Россия[3]
- Ибинь, Сычуань, Китай
- Аккра, Гана
- Тайчжун, Тайвань